# اسین چلبی
اسین چلبی (به ترکی استانبولی: Esin Çelebi Bayru) فرزند جلال الدین باقر چلبی (به ترکی استانبولی: Celaleddin Bakir Celebi)  است و بیست ودومین نواده مولانا شاعر و عارف بزرگ بلخ است.  وی تنها فرزند جلال الدین باقر چلبی نیست بلکه  فاروغ همدم چلبی تنها برادر اوست که در حال حاضر مدیر بنیاد بین‌الملی مولانا و ریاست فرقه مولویه در ترکیه است.
اسین چلبی هم‌اکنون قائم مقام بنیاد بین‌الملی مولانا است.

## سفر به ایران
وی بارها به ایران سفر کرده‌است و به عنوان شهروند افتخاری شهر خوی برای حضور در این همایش‌ها و کنفرانس‌ها دعوت شده‌است.
- در سال ۲۰۰۷  به مناسبت هشتصدمین سال تولد مولانا و بزرگداشت مولوی‌پژوه برجسته «عبدالباقی گلپینارلی» به دعوت میراث مکتوب به ایران سفر کرد. در این سفر وی با یک هیئت شش نفره متشکل از اساتید دانشگاه ترکیه به ایران سفر کرد.
- دومین بار نیز به دعوت نماینده مردم خوی در مجلس شورای اسلامی، برای حضور در بزرگداشت مقام شمس به خوی سفر کرد. در این سفر لوح شهروندی افتخاری شهر خوی به وی اهدا شد
- سفر به شیراز  برای حضور در همایش بزرگداشت حافظ و پیوند فرهنگی شهر خوی و شیراز بود.
- دوشنبه ۱۵ آذر ۱۳۸۹ سفر به تهران برای حضور در مراسم بزرگداشت حافظ برای پیوند فرهنگی شمس و حافظ آمد. که سخنرانی وی بدون اعلام قبلی برگزار نشد.[۳]

## جستارهای دیگر
- مولانا
- بنیاد بین‌الملی مولانا
- حسام‌الدین حسن چلبی

## منبع
1. ↑  که در سال ۲۰۰۱ بدرود حیات گفت و اکنون در آرامگاه مخصوص چلبی‌ها در قونیه به خاک سپرده شده‌است.
2. ↑  «Semazen.NET». بایگانی‌شده از اصلی در ۱۹ نوامبر ۲۰۱۱. دریافت‌شده در ۲۱ مارس ۲۰۱۱.
3. ↑  «Persianv.com | عکس و گفتگو با نواده مولانا !!». بایگانی‌شده از اصلی در ۱۵ اكتبر ۲۰۱۰. دریافت‌شده در ۲۱ مارس ۲۰۱۱. تاریخ وارد شده در |archive-date= را بررسی کنید (کمک)